# Avetik von Tokat
Avetik von Tokat (armenisch Ավետիք Եվդոկիացի Avetik Jevdokiatsi; * 7. April 1657 in Tokat; † 21. Juli 1711 in Paris) war ein Patriarch des Armenischen Patriarchats Konstantinopel. 

## Leben
Avetik wurde 1676 bei Adana zum Diakon geweiht, wenige Jahre später zum Priester. Er wirkte danach im Jakobs-Kloster bei Erzincan als Klostervorsteher und wurde 1690 zum Bischof von Erzincan bestellt, konnte dort jedoch nicht unbehelligt amtieren. Aus Erzurum betrieb er eine heftige Propaganda gegen katholikenfreundliche Armenier wie Mechitar von Sebasteia sowie lateinische Missionare und geriet darüber in Auseinandersetzungen mit Katholikos Nahabet von Etschmiadsin. 1701 ging er nach Istanbul und wurde dort am 7. März 1702 als Patriarch der Armenier inthronisiert. Wenige Monate später beanspruchte er zusätzlich die Würde eines armenischen Patriarchen von Jerusalem. Vor seinem antikatholischen Wirken floh Mechitar nach Griechenland und schließlich nach Venedig. 1706 wurde Avetik von den osmanischen Behörden abgesetzt und nach Jerusalem ausgewiesen. 
Auf Chios ließ ihn der französische Botschafter Charles de Ferriol d’Argental festnehmen und nach Frankreich deportieren. Dort wurde er zunächst in Marseille, dann im Kloster Saint-Michel und schließlich in der Pariser Bastille inhaftiert (daher gelegentlich identifiziert als Mann mit der eisernen Maske). Unter dem Druck der Verhältnisse nahm Avetik am 22. September 1710 die kirchliche Gemeinschaft mit dem römischen Papst auf, durfte danach bei Pariser Bekannten wohnen und vom 20. März 1711 an auch als Liturge tätig sein. Er starb am 21. Juli 1711 und wurde im Chor der Kirche St-Sulpice de Paris beigesetzt. Sein Grabstein hat sich nicht erhalten.